# L'Honorable Monsieur Wong
Pour plus de détails, voir Fiche technique et Distribution.
L'Honorable Monsieur Wong (The Hatchet Man) est un film américain en noir et blanc de William A. Wellman, sorti en 1932.

## Synopsis
À San Francisco, dans le quartier de Chinatown, le membre du gang Wong Low Get reçoit l'ordre de tuer son ami d'enfance Sun Yat Ming. Avant sa mort, Sun lui demande de prendre soin de sa fille Toya San et de l'épouser lorsqu'elle sera adulte. Lorsque Wong découvre plus tard que Toya San sort avec un autre homme, il fait bannir son amant à l'étranger.

## Fiche technique
- Titre original : The Hatchet Man
- Titre français : L'Honorable Monsieur Wong
- Titre français alternatif : Le Bourreau
- Réalisation : William A. Wellman
- Scénario : J. Grubb Alexander (en) d'après la pièce The Honorable Mr. Wong de Achmed Abdullah et David Belasco
- Musique : Bernhard Kaun (non crédité)
- Photographie : Sidney Hickox
- Montage : Owen Marks
- Direction artistique : Anton Grot
- Costumes : Earl Luick
- Sociétés de production : First National Pictures, The Vitaphone Corporation
- Société de distribution : Warner Bros. Pictures
- Pays de production : États-Unis
- Langue : anglais
- Format : noir et blanc - Son : Mono
- Genre : Drame et film de gangsters
- Durée : 74 min
- Dates de sortie :
  - États-Unis : 6 février 1932
  - France : 26 mai 1933

## Distribution
- Edward G. Robinson : Wong Low Get
- Loretta Young : Sun Toya San
- Dudley Digges : Nog Hong Fah
- Leslie Fenton : Harry En Hai
- Edmund Breese : Yu Chang
- Tully Marshall : Long Sen Yat
- J. Carrol Naish : Sun Yat Ming
- Charles Middleton : Lip Hop Fat
- E. Alyn Warren : Soo Lat, le cordonnier
- Edward Peil Sr. : Bing Foo

Et, parmi les acteurs non crédités :
- Blanche Friderici : Mme Si-Si
- Willie Fung : Fung Loo